# 암갈색땃쥐
암갈색땃쥐(Crocidura polia)는 땃쥐과에 속하는 포유류의 일종이다. 콩고민주공화국의 토착종이다.